# Saer de Quincy
Saer de Quincy ou Saieur di Quincy (c. 1170 – 3 novembre 1219), 1er comte de Winchester, est un des chefs de la rébellion de barons contre le roi Jean d'Angleterre et une personnalité importante en Angleterre et en Écosse au tournant du XIIe au XIIIe siècle.
Il est l'un des 25 barons qui ont pris part à la Magna Carta en 1215, ce qui fait qu'il est excommunié par l'Église catholique en 1215.

## Famille
Saer fils de Robert de Quincy (~1137-en croisade 1192) et Orabilis de Leuchars.
De sa femme, Margaret de Beaumont fille de Robert III de Beaumont troisième comte de Leicester, Saer de Quincy a trois fils et trois filles :
- Lora qui épouse Sir William de Valognes, Chamberlain of Scotland.
- Arabella qui épouse Sir Richard Harcourt.
- Robert (m. 1217), avant 1206, il épouse Hawise of Chester (en), sœur et cohéritière de Randolph de Blondeville.
- Roger de Quincy (en), qui succède à son père comme comte de Winchester.
- Robert de Quincy (second fils de ce nom ; m. 1257) qui épouse Elen ferch Llywelyn, fille du prince gallois Llywelyn le Grand.
- Hawise, qui épouse Hugh de Vere (en).